# آلانا هایم
آلانا هایم (انگلیسی: Alana Haim؛ زادهٔ ۱۵ دسامبر ۱۹۹۱) خواننده و بازیگر آمریکایی است که در گروه موسیقی هایم فعالیت می‌کند. وی از سال ۲۰۰۵ تاکنون مشغول فعالیت بوده‌است. از فیلم‌ها یا برنامه‌های تلویزیونی که وی در آن نقش داشته‌است می‌توان به لیکریش پیتزا  اشاره کرد.